# 高岱 (1956年)
高岱（1956年—），安徽安庆人，北京大学教授，英国皇家历史学会外籍会士。

## 生平
1982年本科毕业于安徽师范大学历史系，1987年、1995年先后于南京大学获硕士、博士学位。先后在北京大学、荷兰莱顿大学、英国爱丁堡大学访问研究。1997年起任教于北京大学，历任历史学系副主任、教授，北京大学研究生院副院长。2022年2月，当选英国皇家历史学会外籍会士。

## 社会兼职
国务院学位委员会第七届学科评议组（世界史）成员，中国英国史研究会会长，国家社科基金评审专家。

## 著作
- 《世界现代简史教学大纲》（主编）（1989年，东北师范大学出版社）
- 《历届香港总督传略》（1994年，香港新天出版社）
- 《英国通史纲要》（2002年，安徽人民出版社）
- 《英国政党政治的新起点》（2005年，北京大学出版社）
- 《江山代有才人出：北京大学研究生教育90年》（主编）（2008年，北京大学出版社）
- 《拉丁美洲的殖民化与全球化》（合著）（2010年，江西人民出版社）
- 《世界历史（第25册）：殖民扩张与南北关系》（2011年，江西人民出版社）
- 《英国史新探：全球视野与文化转向》（合著）（2011年，北京大学出版社）